# Hikmət Həsənov
Hikmət Həsənov (ur. 9 października 1975 w Pirəhmədli) – generał major Sił Zbrojnych Republiki Azerbejdżanu, dowódca 1 Korpusu Armijnego. W czasie wojny czterodniowej w 2016 roku prowadził natarcie wojsk azerbejdżańskich w trzech kierunkach: przez rejon Ağdam, Tərtər i Goranboy. P3 października 2020 roku jego oddziały zajęły miasto Madagiz (po azersku Suqovuşan) w Górskim Karabachu.

## Życiorys
Urodził się 9 października 1975 roku w miejscowości Pirəhmədli w regionie Füzuli, w Azerbejdżańskiej SRR. Kiedy uczył się w szkole średniej, był świadkiem wojny w Karabachu i postanowił zostać wojskowym. Po ukończeniu liceum w 1992 roku wstąpił do Wyższej Szkoły Dowodzenia w Baku. W tym samym roku, w związku z pogarszającą się sytuacją na froncie, przerwał naukę i wyruszył na front w obronie rodzinnego miasta.

## Służba wojskowa
W 1993 roku służył jako dowódca plutonu w terytorialnej jednostce wojskowej miasta Tərtər. Następnie służył w brygadzie stacjonującej w Ağdamie.
W 2008 roku wstąpił do Akademii Wojskowej, którą ukończył z wyróżnieniem dwa lata później. W 2013 roku wyjechał do Niemiec, aby kontynuować naukę. Tutaj ukończył kurs planowania operacyjnego NATO i ćwiczył jako oficer sztabowy w kwaterze operacyjnej NATO.
W nocy 2 kwietnia 2016 roku rozpoczęły się intensywne działania wojenne na linii kontaktu ogniowego w Górskim Karabachu. Rozpoczęła się tzw. wojna czterodniowa, w czasie której Həsənov koordynował natarcie sił azerbejdżańskich w trzech kierunkach: na Ağdam, Tərtər i Goranboy. 5 kwietnia zostało zawarte porozumienie o zawieszeniu broni.
Pod koniec września 2020 roku w Górskim Karabachu wznowiono działania wojenne z wykorzystaniem czołgów, lotnictwa bojowego i artylerii. Gen. dyw. Hikmət Həsənov pełnił w ich trakcie funkcję dowódcy 1 Korpusu Armijnego. Ministerstwo Obrony Azerbejdżanu ogłosiło, że rankiem 2 października wojska azerbejdżańskie przejęły kontrolę nad wzgórzami dominującymi nad miastem Madagiz (Suqovuşan). Wieczorem 4 października Naczelny Wódz Sił Zbrojnych Azerbejdżanu, Prezydent Azerbejdżanu İlham Əliyev, a później Ministerstwo Obrony Azerbejdżanu, poinformowali o zdobyciu Madagizu. Tego samego dnia Prezydent Əliyev pogratulował dowódcy 1 Korpusu Armijnego Hikmətovi Həsənovi „wyzwolenia Madagizu”.

## Nagrody i odznaczenia
- – Order „Za Karabach” (9 grudnia 2020)
- – Order „Za służbę Ojczyźnie” III stopnia (25 czerwca 2018)
- – Medal „Za Ojczyznę” (25 czerwca 2012)
- – Medal „Za Odwagę” (22 czerwca 2006)
- – Medal „Za Służbę Wojskową” (24 czerwca 2015)
- – Medal „Za Zasługi na Służbie”
- – Medal „Za Nienaganną Służbę”
- – Medal Jubileuszowy „10-lecie Sił Zbrojnych Republiki Azerbejdżanu (1991–2001)”
- – Medal jubileuszowy „90-lecie Sił Zbrojnych Republiki Azerbejdżanu (1918–2008)”
- – Medal jubileuszowy „95-lecie Sił Zbrojnych Republiki Azerbejdżanu (1918–2013)”
- – Medal jubileuszowy „100-lecie Armii Azerbejdżańskiej (1918–2018)”